# Very (kráter na Měsíci)
Very je malý impaktní kráter o průměru 5,1 km nacházející se ve východním části Mare Serenitatis (Moře jasu) na přivrácené straně Měsíce. Leží na mořském hřbetu Dorsa Smirnov, který se táhne severojižním směrem a na 24,5° severní šířky se stáčí na jihozápad.
Východo-severovýchodně se nachází lávou zatopený kráter Le Monnier.

## Název
Je pojmenován podle amerického astronoma Franka W. Veryho. Dříve než jej v roce 1973 Mezinárodní astronomická unie pojmenovala na současný název, nesl označení Le Monnier B.